# Legio II Traiana Fortis

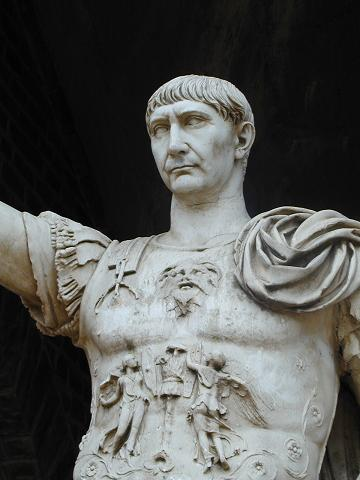
L'empereur Trajan qui leva la IIe légion dont elle porta le nom.

La Legio II Traiana Fortis (Littéralement : La légion forte de Trajan)  est une légion romaine levée par l'empereur Trajan en l'an 105 en même temps que la XXX Ulpia Victrix en vue de la conquête romaine de la Dacie (105-106). 
Après les guerres daciques et celles contre les Parthes , la légion fut, après un séjour en Judée,  stationnée en Égypte où elle demeurera par la suite.  Certaines unités de la légion prirent part aux campagnes d’Hadrien contre les Juifs, à la fois en Judée et à Alexandrie où existait une forte communauté juive.
Il est probable qu’également au IIe siècle, la légion participa à la campagne de Lucius Verus contre les Parthes (162-166). Elle se rangea du côté du gouverneur de Syrie, Pescennius Niger, lors de sa tentative d’usurpation, mais se rallia finalement à Septime Sévère, ce qui permit à ce dernier de s’emparer du pouvoir. 
Au siècle suivant, elle prit part aux guerres de Caracalla contre les Alamans et fut gratifiée du surnom honorifique de Germanica. Certaines unités aidèrent également l’empereur Gallien à combattre l'usurpateur Postume en Gaule ». 
Par la suite, la légion semble être demeurée de façon permanente en Égypte où la Notitia Dignitatum mentionne encore sa présence au Ve siècle.
L'emblème de la légion est le demi-dieu Hercule avec qui Trajan aimait se comparer.

## Sous les Antonins

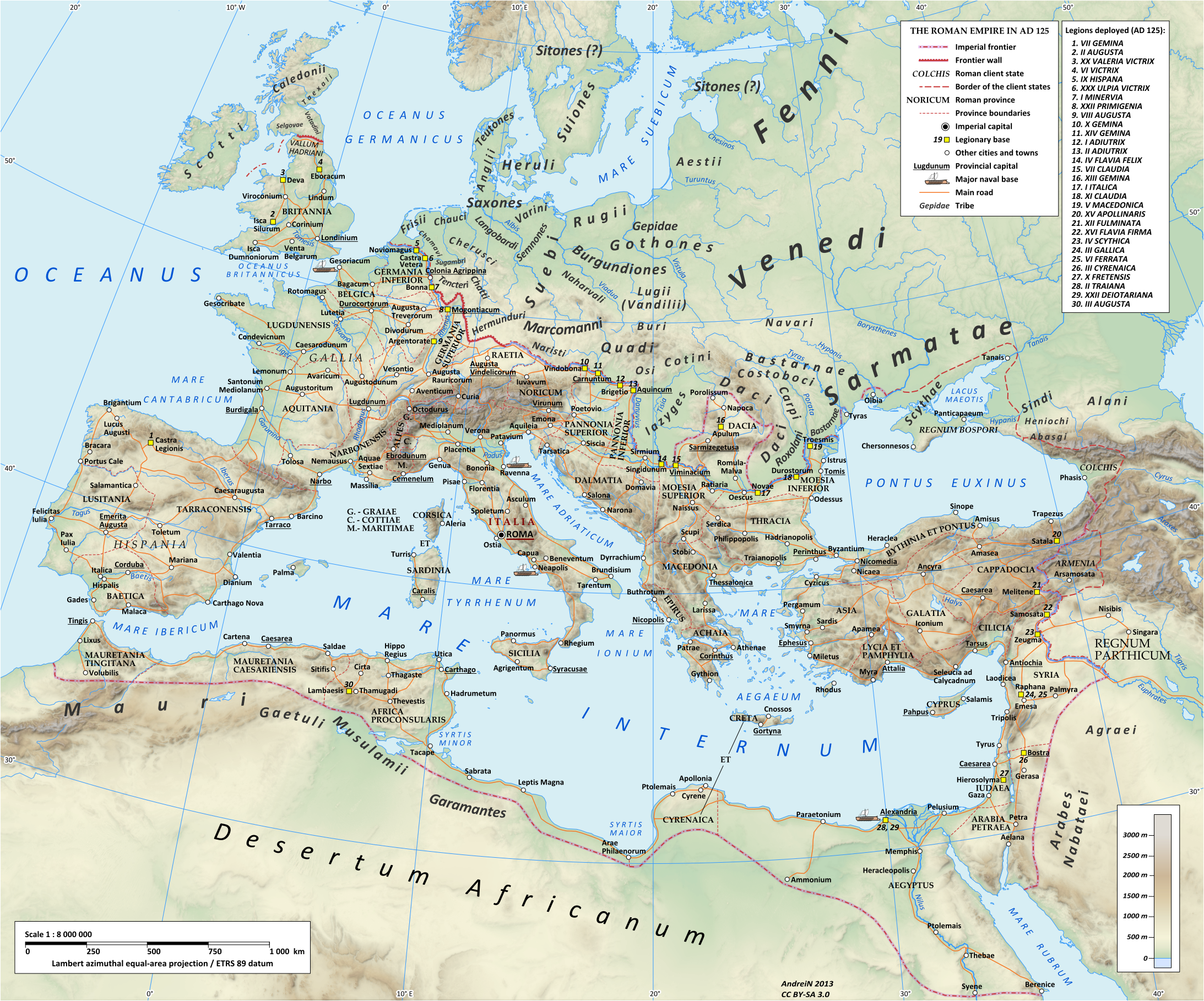
Carte de l'Empire romain en 125 sous l’empereur Hadrien, montrant la legio II Traiana Fortis, stationnée en Égypte près d'Alexandrie.

Après avoir vaincu l’armée de l’empereur Domitien (r. 81-96) lors de la bataille de Tapae (86), le roi dace Décébale menaçait Rome. Trajan (r. 98-117), successeur de Domitien décida d’en finir et lança une première guerre d’invasion en 101-102 qui força Décébale à demander une trêve. Mais dès 105, ce dernier rompit les termes de la trêve et Trajan entreprit une seconde guerre dacique visant cette fois la conquête de ce royaume. 
Afin de lui permettre d’atteindre cet objectif, Trajan, en 105, leva deux légions pour renforcer l’armée : le legio II, qui deviendra la Traiana Fortis, et la legio XXX Ulpia Victrix. Après la victoire finale sur les Daces, le suicide de Décébale et la création de la nouvelle province de Dacie (correspondant à la Roumanie d’aujourd’hui), la II Traiana Fortis disparait momentanément des sources. Il est possible que sitôt après la victoire, la légion ait été envoyée en Judée ou en Arabie Pétrée, autre territoire protégé par Rome que Trajan voulait rattacher à l’empire pour protéger sa frontière contre les Parthes. Il est toutefois aussi plausible que la légion soit restée en Dacie en compagnie de la légion III Cyrenaica pour garder la jeune province . 

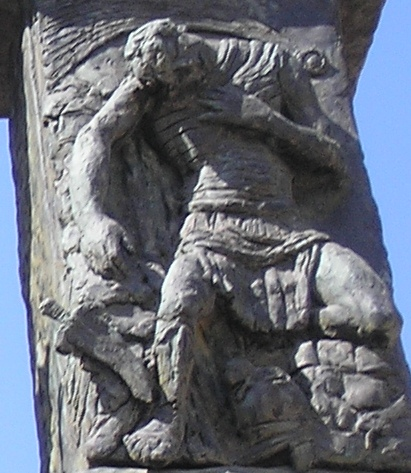
Shimon bar Kochba, leader de la résistance juive (Sculpture de la Knesset Menorah (Jérusalem).

En 114 au plus tard, la légion accompagna Trajan en Syrie où l’empereur avait lancé une guerre contre les Parthes (114-117) qui lui disputaient le contrôle du royaume d’Arménie . Après l’ajout de l’Arménie et de la Mésopotamie à la liste des provinces, Trajan envoya la Legio II Traiana Fortis prêter main-forte à la Legio X Fretensis dans la région de Judée où des troubles avaient éclaté. Elle fut alors vraisemblablement stationnée à Caparcotna (Kefar ‘Otnay) en Galilée. 
Sous l’empereur Hadrien, des unités des légions X Fretensis, II Traiana, III Cyrenaica et VI Ferrata participèrent à la construction de l’aqueduc Colonia Prima Flavia Augusta Caesariensis, près de Césarée. En 120, la légion construisit une route allant de Caparcotna à Ptolemais (Akkon), en passant par Diocaesarea (Sepphoris en Galilée au nord de Nazareth).

Principaux sites de l'Égypte où fut stationnée la Legio II Traiana Fortis pendant des siècles.

Le conflit avec les Parthes s’envenima en 123 : Hadrien et Tiberius Claudius Quartinus conduisirent des détachements de la Legio II Traiana et de la Legio III Cyrenaica vers l’Euphrate. Mouvements menaçants de troupe et diplomatie eurent raison du conflit  .
Sous Hadrien (r. 117-138), la Legio II Traiana quitta Caparcotna en 125 (où elle fut remplacée par la Legio VI Ferrata) pour être stationnée à Nikopolis près d’Alexandrie dans la province d’Égypte où elle partagea un campement avec la XXII Deiotariana; elle devait y rester pendant plus de trois cents ans. Lors de la révolte juive (132-135) dirigée par Simon Bar Kochba certaines unités de la II Traiana Fortis furent envoyées avec la légion XXII Deiotariana en Judée pour mettre fin à la révolte. Le reste de la légion dut demeurer à Nikopolis, en raison de l’importance de la communauté juive d’Alexandrie qui représentait un danger d’insurrection. En pratiquant la politique de la terre brulée, les Romains finirent par avoir le dessus en Judée, mais cette victoire dans la province rebelle eut un prix : la XXII Deiotrariana fut complètement décimée et c’est une Legio II Traiana Fortis passablement réduite qui retourna à Alexandrie.
En dépit de ses effectifs amputés, la Legio II Traiana Fortis demeura la force d’occupation la plus importante d’Égypte. Des détachements furent requis hors d’Alexandrie pour assurer la paix à travers la province. Ainsi divers détachements servirent de garnison dans plusieurs villes de la Haute-Égypte. On retrouve également de ses légionnaires à Pselchis, la ville la plus méridionale de l’empire, où ils servaient de douaniers le long de la frontière avec la Numibie. On trouve également trace de sa présence à Panopolis (el-Achmim), Thèbes et Syene (Assouan) ,,.
Il est probable que des détachements de la Legio II Traiana Fortis aient pris part à la guerre contre les Parthes de Lucius Verus (162-166). Par la suite, il est également possible mais nullement assuré que des unités aient été présentes lors des guerres contre les Marcomans conduites par le frère de Lucius Verus, Marc Aurèle, de 166 à 180 . Il est toutefois certain que des légionnaires furent détachés dans cette région et furent utilisés pour parachever les installations militaires de la ville portuaire de Salona (Split) sur la côte dalmate en 170. De même, l’on sait qu’au moins depuis 185,, la légion portait le surnom honorifique de Germanica qui lui avait été décerné pour sa participation dans la guerre contre les diverses tribus germaniques.
Entretemps, en 175, la légion s’était rangée du côté du rebelle Avidius Cassius, légat de la Legio III Gallica, qui s’était emparé de Séleucie du Tigre, puis de Ctésiphon, la capitale parthe, en 165. Celui-ci s’était autoproclamé empereur lorsque s’était répandue, faussement, la nouvelle de la mort de Marc Aurèle, révolte de courte durée puisqu’Il fut assassiné par un centurion la même année.

## Sous les Sévères
Au cours de l’Année des Quatre Empereurs (193), la Legio II Traiana Fortis prit fait et cause pour l’usurpateur Pescennius Niger (usurpateur  193-194) qui disputait le pouvoir à Septime Sévère (r. 193-211). Mais peu avant la bataille décisive où devaient se rencontrer les deux prétendants, la Legio II Traiana Fortis changea de camp, aida à vaincre les troupes de Pescennius et se vanta par la suite de ce que Septime Sévère lui devait le pouvoir. 
Sous Caracalla (r. 211-217), la légion prit part aux guerres contre les Alamans. Sous cet empereur ou sous son successeur, Élagabal (r. 218-222), la légion porta le nom de Legio II Traiana Fortis Antoniniana, surnom qu’elle abandonna après la « damnatio memoriae » d’Élagabal.
En 232, Sévère Alexandre lança une expédition contre les Parthes à laquelle se joignirent des détachements de la Legio II Traiana Fortis. Une partie de la légion se révolta contre l’empereur Sévère Alexandre, lequel réussit à mater la rébellion, à la suite de quoi il transféra des unités sur la frontière « Barbaricum ». Manifestement, toutefois, ce ne fut pas l’ensemble de la légion qui fut ainsi punie, puisque celle-ci se mérita le nouveau surnom de Legio II Traiana Fortis Germanica Severiana,.

## Pendant l’Anarchie militaire
En 260, après la capture de Valérien (r. 253-260) par les Sassanides, Macrien le Jeune  (usurpateur 260-261) et son frère Quietus furent reconnus empereurs par la majeure partie des provinces d’Orient. Il est possible qu’une unité de la Legio II Traiana Fortis se soit déclarée en leur faveur ; celle-ci fut défaite en 261 près de Serdica (Sofia) en Thrace par le magister militum Auréolus, qui s’était rangé du côté de l’empereur Gallien (r. 253-268) et demeura en Occident. Celui-ci retira vraisemblablement une partie de la légion d’Égypte pour l’envoyer en Gaule sous le commandement d’Auréolus, combattre un autre usurpateur, Postume qui avait proclamé l’« Empire des Gaules ». Toutefois, Auréolus trahit Gallien en 268, entrainant avec lui les légionnaires de la Legio II Traiana Fortis, se proclama empereur et fit alliance avec Postume. Le successeur de Postume, Victorininus (usurpateur 269-271), fit frapper des pièces de monnaie en l’honneur de la légion . Après qu’Aurélien (r. 270-275) ait vaincu Tetricus Ier et son fils Tetricus II, mettant ainsi fin à l’éphémère Empire des Gaules, le détachement retourna en Égypte. La légion dut se signaler à nouveau par de brillants exploits, car l’empereur Carin (r. 283-285) fit également frapper des pièces de monnaie en son honneur. Selon la biographie « Actes de Saint Marcellus », document sujet à caution, un détachement aurait été envoyé deux ans plus tard combattre les Maures en Maurétanie.

## Antiquité tardive
En 296, l’empereur Dioclétien (r. 284-305) renforça la garnison d’Alexandrie en y ajoutant la toute nouvelle Legio III Diocletiana . La Haute-Égypte demeurait toutefois agitée, si bien qu’en 297/298 Dioclétien lui-même conduisit une campagne qui devait le mener jusqu’à l’Ile éléphantine. Les légions II Traiana Fortis et III Diocletiana reçurent des renforts  d’une deuxième légion III Diocletiana en provenance de la province d’Aegyptus Iovia (Ouest du delta du Nil).
Il est possible, mais les historiens ne s’entendent pas sur le sujet, que l’une des unités de la Legio II Traiana Fortis, détachée auprès de Gallien, soit à l’origine de la légende du « Massacre de la légion thébaine».  On sait en revanche que vers l’an 300, deux unités étaient cantonnées en Haute-Égypte dans la province de Thébais et que vers 320 une unité se trouvait en Moyenne-Égypte dans la province de Herculia.
Au début du Ve siècle une partie de la Legio secunda Traiana servait de garde-frontière (limitanei) sous le commandement du Comes limitis Aegypti à Parembole à la frontière sud de l’Égypte. Une autre partie de la légion était située à Apollonos superioris (aussi connu comme Apollonopolis Magna, aujourd’hui Edfu) sous le commandement du Dux Thebaidos.

## Emblème
L’emblème de la légion était le demi-dieu Hercules. On ne comprend pas très bien le choix de cet emblème, mais l’on sait que l’empereur Trajan, qui avait créé cette légion, aimait se comparer lui-même au demi-dieu et que Dion de Pruse comparait l’empereur au fils de Jupiter